# Madison Lintz
Madison Lintz, född 11 maj 1999 i Atlanta, är en amerikansk skådespelare.
Lintz har bland annat medverkat i TV-serierna The Walking Dead (2010–2012) och Bosch (2015–2021). Hon har även medverkat i filmen Tell Me Your Name från 2018.

## Filmografi (i urval)
- 2010–2012: The Walking Dead
- 2015–2021: Bosch
- 2018: Tell Me Your Name
- 2022–2023 – Bosch: Legacy (TV-serie)